# بخش بردبری، شهرستان مایل لاک، مینه سوتا
بخش بردبری (به انگلیسی: Bradbury Township) یک منطقهٔ مسکونی در ایالات متحده آمریکا است که در شهرستان میل لاک واقع شده‌است.
 بخش بردبری ۹۵٫۰ کیلومتر مربع مساحت و ۲۶۸ نفر جمعیت دارد و ۳۹۰ متر بالاتر از سطح دریا واقع شده‌است.